# Pulperie

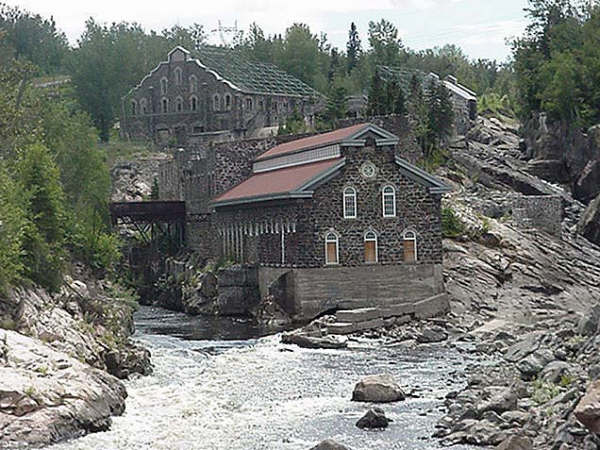
La Pulperie de Chicoutimi sur la rivière Chicoutimi

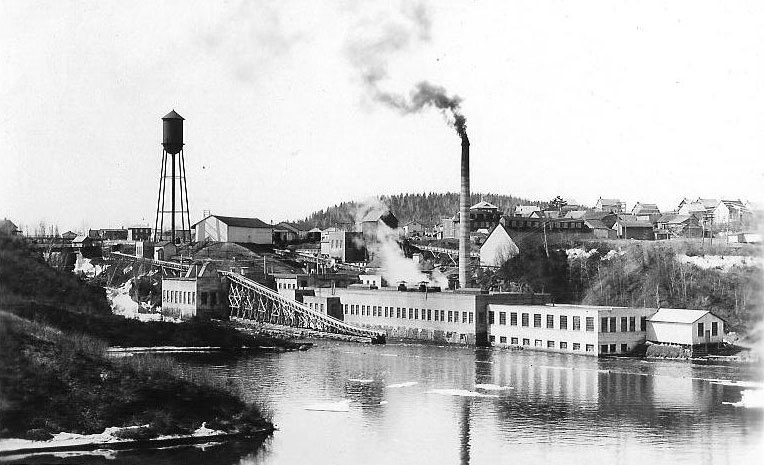
La Pulperie de Jonquière sur la rivière aux Sables

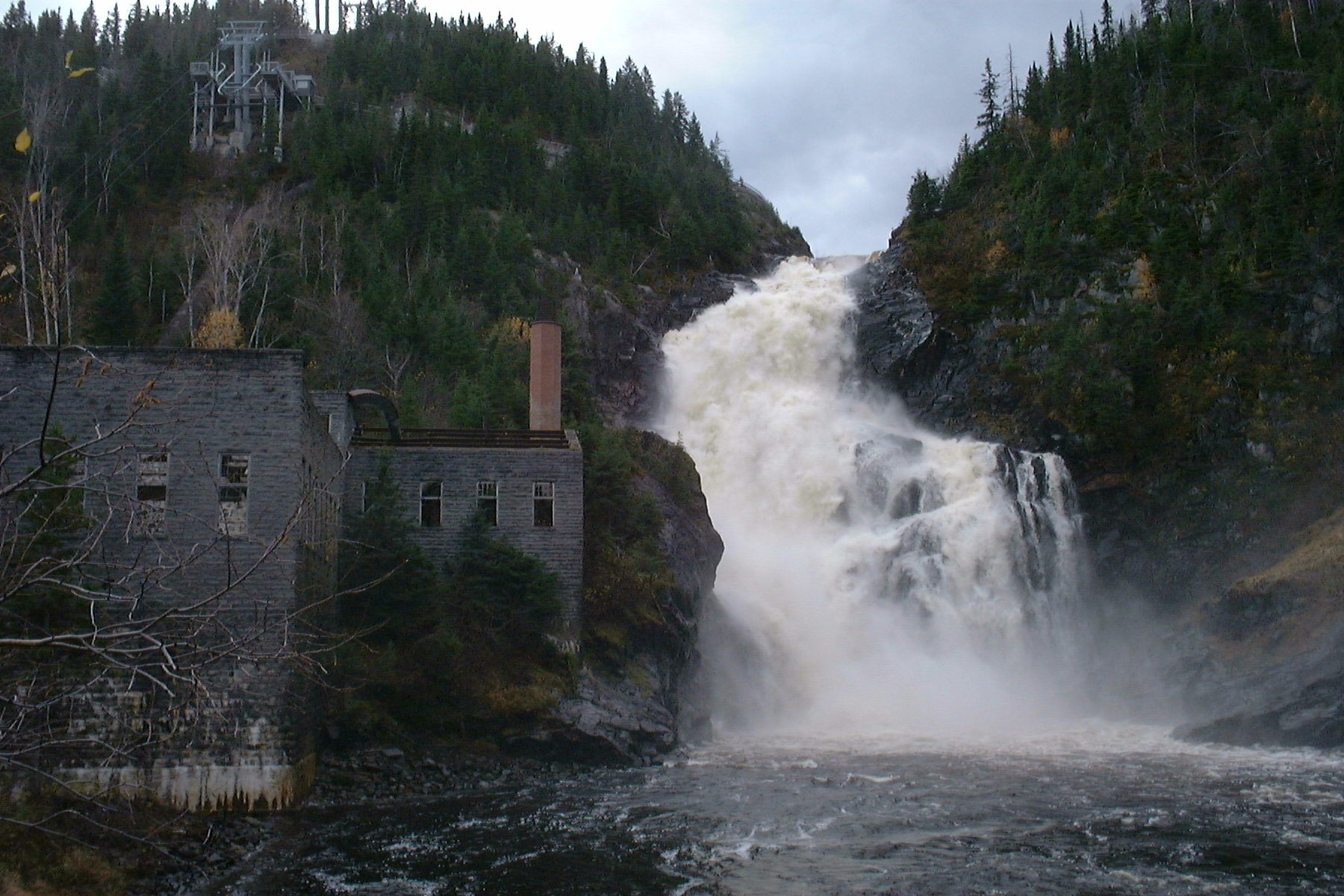
La Pulperie de Val-Jalbert sur la rivière Métabetchouane

Une pulperie est une usine de fabrication de pâte à papier à partir de bois.
Elle convertit des copeaux de bois ou d'autres sources de fibres végétales en un panneau de fibres épaisses qui peut être expédié à une usine de papier pour un traitement ultérieur. La pâte à papier peut être fabriquée à l'aide de méthodes mécaniques, semi-chimiques ou entièrement chimiques (procédés kraft et au sulfite).
Le terme s'applique principalement aux usines construites au début du XXe siècle au Québec dont la principale caractéristique est d'être installé sur un cours d'eau.